# Plaisir d'amour

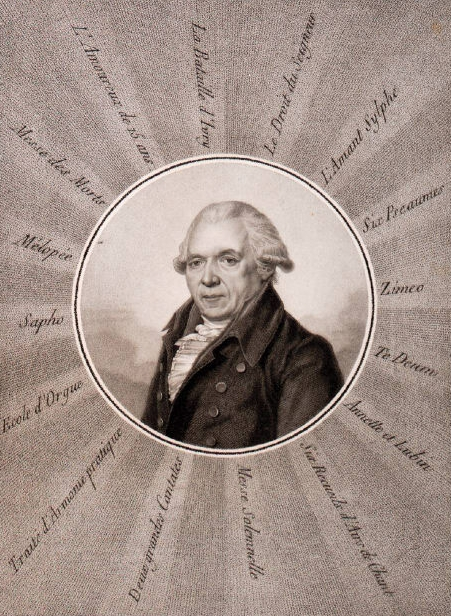
Jean Paul Égide Martini (1741-1816).

«Plaisir d'amour» es un romance francés escrito en 1784 por Jean Paul Égide Martini con el título «La Romance du Chevrier». El texto es el de un poema de Jean-Pierre Claris de Florian, aparecido en su novela Nouvelle Célestine.

## Texto
| Plaisir d'amour ne dure qu'un moment, Chagrin d'amour dure toute la vie. J'ai tout quitté pour l'ingrate Sylvie. (o Tu m'as quitté pour la belle Sylvie.) Elle me quitte et prend un autre amant. (o Elle te quitte pour un autre amant.) Plaisir d'amour ne dure qu'un moment, Chagrin d'amour dure toute la vie. Tant que cette eau coulera doucement Vers ce ruisseau qui borde la prairie, Je t'aimerai, me répétait Sylvie, L'eau coule encore, elle a changé pourtant. Plaisir d'amour ne dure qu'un moment, Chagrin d'amour dure toute la vie. | Placer de amor dura sólo un momento, Pena de amor dura toda la vida. Yo he dejado todo por la ingrata Sylvie (Me abandonaste por la bella Sylvie.) Ella me deja y toma otro amante (Te abandonó por un otro amante) Placer de amor dura sólo un momento, Pena de amor dura toda la vida. Mientras esta agua corra dulcemente Hacia este arroyo que rodea la pradera, Yo te amaré, me repetía Sylvie, El agua aún corre, sin embargo ella cambió. Placer de amor dura sólo un momento, Pena de amor dura toda la vida. |

## Algunos intérpretes
| * Filippa Giordano - Kathleen Battle - Yvonne Printemps - Rina Ketty - Irene Dunne - Tino Rossi - Marianne Faithfull - Joan Báez | - Victoria de los Ángeles - Nana Mouskouri - George Chakiris - Dorothée - Brigitte Bardot - Elisabeth Schwarzkopf - Barbara Hendricks | - Andrea Bocelli - Mireille Mathieu - Ivan Rebroff - Franco Battiato - Emmylou Harris - Gabriel Yacoub - Judith Durham |